# Eßweiler
Eßweiler – miejscowość i gmina w Niemczech, w kraju związkowym Nadrenia-Palatynat, w powiecie Kusel, wchodzi w skład gminy związkowej Lauterecken-Wolfstein. Do 30 czerwca 2014 wchodziła w skład gminy związkowej Wolfstein.